# جک پارکینسون (بازیکن فوتبال، زاده ۱۸۶۹)
جک پارکینسون (انگلیسی: Jack Parkinson؛ زاده ۱۸۶۹ – درگذشته ۲۰ دسامبر ۱۹۱۱) بازیکن فوتبال در پست مهاجم اهل انگلستان بود.

## باشگاهی
از باشگاه‌هایی که در آن بازی کرده‌است می‌توان به باشگاه فوتبال بارو، باشگاه فوتبال لیورپول، و باشگاه فوتبال بلکپول اشاره کرد.